# Samogłoski pochylone

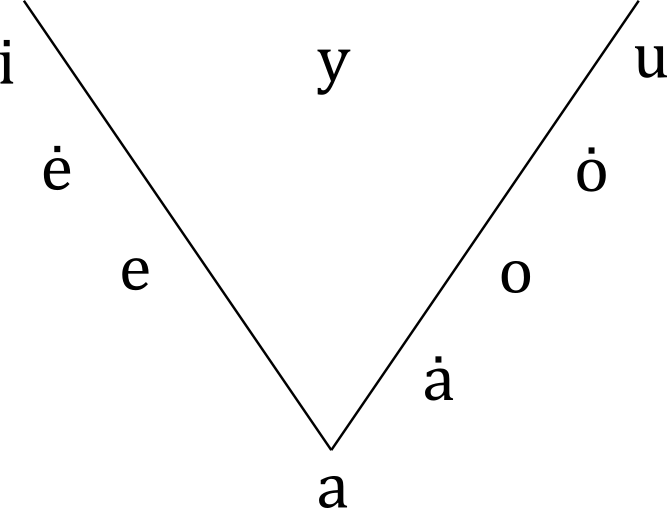
Trójkąt samogłoskowy ukazujący system samogłosek w polszczyźnie po zaniku iloczasu z uwzględnieniem samogłosek pochylonych ȧ, ė, ȯ. Ze schematu można odczytać, że artykulacja samogłosek ścieśnionych jest podwyższona w stosunku do jasnych odpowiedników (język znajduje się w pozycji wyższej)

Samogłoski pochylone, samogłoski ścieśnione – samogłoski, które powstały w języku polskim w wyniku podwyższenia artykulacji samogłosek długich. Miało to związek z zanikiem w polszczyźnie podziału na samogłoski długie i krótkie (zanik iloczasu) w XV–XVI w.
Utworzyły się wówczas samogłoski ȧ, ė, ȯ o zwężonej (inaczej: podwyższonej) wymowie w porównaniu do swoich odpowiedników a, e, o (samogłosek jasnych), kontynuantów dawnych samogłosek krótkich. Z czasem pochylone a i pochylone e zrównały się w języku ogólnym ze swoimi jasnymi odpowiednikami, zaś pochylone o zwęziło swoją wymowę jeszcze bardziej do dźwięku u. Pozostałością po nim jest litera ó używana w polskim alfabecie.
Choć współcześnie w języku ogólnym samogłoski pochylone nie występują, funkcjonują one nadal w wielu polskich gwarach.

## Powstanie samogłosek pochylonych i ich charakterystyka ogólna
W języku staropolskim istniało rozróżnienie na samogłoski długie i krótkie (iloczas). Określa się to jako opozycję ilościową samogłosek. W pewnym momencie wykształciły się jednak dodatkowo drugorzędne różnice jakościowe – dochodziło do podwyższenia (inaczej: ścieśnienia, zwężenia) artykulacji samogłosek długich. Powiązanie iloczasu z barwą samogłosek doprowadziło stopniowo do powstania następującej zależności: im wyraźniej ścieśniały się długie samogłoski, tym bardziej słabła wartość iloczasu i jednocześnie – osłabienie iloczasu pociągało za sobą dalsze ścieśnienia. Na przełomie XV i XVI w. iloczas zanikł całkowicie.
Do zaniku iloczasu przyczyniło się także przesunięcie akcentu inicjalnego na paroksytoniczny (na przedostatnią sylabę). Przykładowo trójsylabowe wyrazy jak zābǎwǎ, kōłěčkŏ miały do końca XV w. akcent na początkowej sylabie, w miejscu, gdzie występowała samogłoska długa. Po przesunięciu akcentu na sylabę przedostatnią pierwsza sylaba była długa, a druga krótka, choć akcentowana, co mogło sprawiać pewną trudność w wymowie.
Ostatecznie w wyniku zaniku iloczasu samogłoski długie przeszły w samogłoski ścieśnione (pochylone), natomiast samogłoski krótkie nie zmieniły swojej artykulacji i nazywano je samogłoskami jasnymi. Zatem w miejsce dawnej opozycji samogłoska krótka – samogłoska długa pojawiła się opozycja samogłoska jasna – samogłoska ścieśniona.
Podnoszenie artykulacji dawnych długich samogłosek, czyli nieco wyższe wznoszenie języka przy ich wymowie, doprowadziło do powstania następujących głosek ścieśnionych:
- å[5] (ȧ) – samogłoska pośrednia między a i o, powstała z przekształcenia długiej samogłoski ā[4]
- é[5] (ė) – samogłoska pośrednia między e i i lub y, powstała z przekształcenia długiej samogłoski ē[4]
- ó[5] (ȯ) – samogłoska pośrednia między o i u, powstała z przekształcenia długiej samogłoski ō[4]

Samogłoski wysokie i, y, u nie podwyższyły swojej artykulacji, ponieważ ich wymowa zakładała już maksymalnie wysoką pozycję języka dla samogłosek – dalsze podwyższanie doprowadziłoby do ich konsonantyzacji, tj. przejścia w spółgłoski: i̯ (j), u̯ (ł). Zatem w przypadku długich samogłosek ī, ū, ȳ w związku z zanikiem iloczasu nastąpiło jedynie ich skrócenie bez zmiany barwy.

## Występowanie samogłosek ścieśnionych
Samogłoski ścieśnione powstały z przekształcenia samogłosek długich, a te pochodziły z następujących źródeł:
- odziedziczone z języka prasłowiańskiego, których nie da się wytłumaczyć materiałem polskim, np. trāwa, biāły, mlēko, ktōry, skōra[6]
- powstałe w języku polskim wskutek wzdłużenia zastępczego wywołanego zanikiem wygłosowych jerów słabych poprzedzonych spółgłoską dźwięczną (niebezdźwięczną), np. rogъ̯ → rōg, bobъ̯ → bōb, borъ̯ → bōr; chlēb, jēż, śniēg, ślēdź, sād, dziād, obiād, dāł, stāł. W formach zależnych jer nie występował, więc samogłoski pozostały krótkie: rogu, bobu, boru, chleba, jeża, śniegu, śledzia, sadu, dziada, obiadu, dała, stała[6][a].
- powstałe w wyniku ściągnięcia dwóch samogłosek przedzielonych przez j, przykładowo przy ściągnięciu grup oja, oje, eja, eje, aja, aje: moja, twoja, swoja → mā, twā, swā; mojego, twojego, swojego → mēgo, twēgo, swēgo. W innych wyrazach tego typu ściągnięcia można łatwo wskazać w porównaniu z językiem rosyjskim, w którym ściągnięcia nie zaszły, np. bāć się – бояться (bojat´sia), stāć – стоять (stojat´), dobrā – добрая (dobraja), dobrē – доброе (dobroje), znāsz – знаешь (znajesz), znācie – знаете (znajetie), śmiē – смеет (smiejet), śmiēmy – смеем (smiejem)[6].

Po zrównaniu się wymowy ó z u w niektórych wyrazach ustalono pisownię z u zamiast dawnego ó (np. bruzda, chrust, dłuto, Jakub, płukać, żuraw), bądź odwrotnie – ó zamiast u, np. ogórek. Można także zaobserwować wymianę ó na o, np. mowny.

## Losy samogłosek ścieśnionych w języku literackim

### Zasady zapisu według reformatorów ortografii
Pierwszy reformator pisowni polskiej, Jakub Parkoszowic, zalecał w 1440 zapis krótkich samogłosek pojedynczymi literami, a długich – podwojonymi. W 1513 drugi reformator Stanisław Zaborowski pisał, że podział na samogłoski długie i krótkie stosowali dawni Polacy. Zamiast tego obowiązywał wówczas podział na samogłoski jasne i ścieśnione. W drukach z XVI–XVII w. zapis samogłosek ścieśnionych był niekonsekwentny. Najczęściej e pochylone i o pochylone zapisywano z kreseczką (é, ó). A pochylonego zwykle nie kreskowano, kreskowano natomiast a jasne (á). Stanisław Murzynowski proponował kreskowanie wszystkich samogłosek ścieśnionych (á, é, ó), a Grzegorz Knapski w swoim słowniku z 1623 dla jasnych samogłosek używał znaków á, é, o, a dla ścieśnionych – a, e, ó. Jeszcze w 1778 tradycjonalista Onufry Kopczyński proponował przywrócenie kreskowania wszystkich samogłosek ścieśnionych, choć wówczas ścieśnione a zanikło już całkowicie. Dopiero w 1809 Ludwik Osiński, wielki mówca, przyznał, że rozróżnianie pochylonego a jest bezcelowe, skoro nikt nie słyszy różnicy. Oznaczanie e ścieśnionego literą é zostało zniesione przez przepisy ortograficzne Akademii Umiejętności z 1891. Litera ó używana jest nadal, jednak wymawiana jest jak samogłoska u.
Przy reformie ortografii z 1936 przeciwstawiano się dążeniom do całkowitego usunięcia litery ó i wprowadzeniu jednolitej pisowni przez u. Nie chciano poprzez wprowadzenie u zatrzeć poczucia związku etymologicznego form typu róg – rogu, koza – kózka, a zastąpienie ó przez o również nie byłoby dobrym rozwiązaniem ze względu na różnice w wymowie. W nielicznych słowach uczyniono ustępstwa i zmieniono zapis, np. bruzda zamiast brózda (psł. *borzda), pruć zamiast próć (psł. *proti). W przypadku a pochylonego nie było już śladów w polszczyźnie dawnych oboczności typu såd – sadu, więc różnice w ortografii byłyby niepotrzebnym utrudnieniem. Podobnie w przypadku dawnego é, głoska ta była wymawiana przeważnie e, jedynie w nielicznych przypadkach jako i lub y.
Współcześni autorzy opracowań gramatyki historycznej również zaznaczają dawne samogłoski ścieśnione różnymi znakami. Przykładowo u Podlawskiej wszystkie są one kreskowane (á, é, ó), w pracy Długosz-Kurczabowej i Dubisza zapisywane są z kropką u góry (ȧ, ė, ȯ), a Strutyński podaje dla pochylonego a zapis å, dla pochylonego e – eͥ lub é, a dla pochylonego o – oͧ lub ó.

### Losy poszczególnych samogłosek pochylonych
Po zaniku iloczasu zmniejszyła się różnica fonetyczna między poszczególnymi samogłoskami i system wokaliczny dążył do wytworzenia większej wyrazistości artykulacyjnej i akustycznej. Głównym kierunkiem tych tendencji była redukcja samogłosek pochylonych. Do zaniku samogłosek pochylonych przyczyniło się także ich rozchwianie, wzrost autorytetu zasad ortografii w XIX w., wpływy łaciny i dialektów kresowych.

#### Pochylonea
Prawdopodobnie jeszcze w okresie funkcjonowania iloczasu w polszczyźnie istniała pewna różnica w barwie krótkiego i długiego a. Krótkie a wymawiano w sposób podobny jak współcześnie; w przypadku długiego a wymawiano je z nieznacznym podwyższeniem i cofnięciem języka, oraz z lekkim zaokrągleniem zbliżającym tę głoskę do o. Jednak prawdopodobnie nawet po zaniku iloczasu niewiele się między sobą różniły. Już w XVI w. nie zawsze rozróżniano a jasne (a) i a pochylone (å). Choć Jan Kochanowski nie rymuje a z å, to robi to Mikołaj Rej, robią to poeci kresowi tacy jak Mikołaj Sęp Szarzyński, Szymon Szymonowic, później Józef Bartłomiej Zimorowic. Franciszek Meniński w publikacji z 1649 twierdzi, że å czyta się jak o lub francuskie au. Jerzy Schlag, Ślązak, ścieśnione a opisywał jako „mit einem o gestärcktes a”, czyli jako dźwięk między a i o.
Jednak począwszy od XVI w. coraz więcej pojawiało się błędów związanych z poprawnym użyciem a ścieśnionego. Ostatecznie zanikło ono w poł. XVIII w., wyrównując się z a jasnym.

#### Pochylonee
W okresie stopniowego zaniku iloczasu wyłania się e jasne, które kontynuuje barwę e bez zmian, oraz e pochylone o wyższej i bardziej przedniej artykulacji, prawdopodobnie wymawiane jako głoska pośrednia między e a i (gdy poprzedzająca spółgłoska była miękka) lub y (gdy poprzedzająca spółgłoska była twarda).
Na podstawie budowy rymów można przypuścić, że w XVI w. e pochylone w języku ogólnym było raczej bliższe e, ale poeci z kresów wschodnich rymowali é z i, y i pod wpływem tej wymowy podobne rymy można znaleźć u Reja (np. z ludźmi poczciwemi – psy gonił z nimi). W XVII w. w utworach poetów z ziem rdzennie polskich zdarzają się utwory z rymami é – i, y. Zdaniem Franciszka Menińskiego inaczej wymawia się rzekę (powiem), tj. z e wypowiadanym w sposób otwarty a inaczej rzékę (wodę), z e nachylonym ku y.
Jednak fonologiczna i fonetyczna odrębność pochylonego e ulega stopniowemu zatarciu w XVII i XVIII w. Rozwój tej głoski szedł w dwóch kierunkach – ku niższemu e lub ku wyższemu i/y. Na chwiejność użycia é skarżył się już Knapski, później Kopczyński narzekał, że Polacy mówią i piszą ser lub syr zamiast sér. W wieku XIX głoska ta ostatecznie zrównuje się z i/y bądź e, ale coraz bardziej przeważa wymowa jako e przypieczętowana przepisem Akademii zatwierdzającym zapis przez literę e.
Wbrew zaleceniom gramatyków e jasne i e pochylone nie zawsze było rozróżniane w drukach w XVI w., jeszcze rzadziej pojawia się w XVII w., w XVIII w. nie występuje prawie nigdy, w XIX w. powraca litera é, ale nie jest używana ani powszechnie, ani konsekwentnie. Można ją spotkać w sposób przypadkowy w kilkudziesięciu wyrazach, m.in.: cztéry, papiéż, kréska, piéniądz, wiérsz, sér; bezokolicznikach: słyszéć, umiéć; w odmienionych formach: jém, wiém, umiém; w wygłosowym –ej: kléj, téj, jéj; końcówce –em: czém, dawném.
Świadomość, w jakich pozycjach e pochylone występowało w przeszłości, w czasie swojej największej wyrazistości, słabła. W związku z tym malała liczba wyrazów, w których się go używało. Zgodnie ze stanem z lat 60. XX w. wielu wyrazach, które według XIX-wiecznych podręczników gramatycznych zawierały é, w potocznym języku literackim nadal można było odnaleźć formy realizowane przez i/y, np. kobiéta, rzéka, papiér, żołniérz.

#### Pochyloneo
Długie o prawdopodobnie już w okresie przedpiśmiennym języka polskiego różniło się od krótkiego o, ulegając pewnemu podwyższeniu w artykulacji, zwłaszcza w wygłosie, przez co zbliżało się do u. W dobie języka średniopolskiego barwa o pochylonego ulegała dalszym zmianom, jednak nie wiadomo, kiedy dokładnie ostatecznie głoska ta zrównała się z u. O ścieśnione zaczęto odróżniać w druku za pomocą litery ó pod koniec pierwszej ćwierci XVI w., jednak w niewielu drukach odbywa się to konsekwentnie, częściej wyjątkowo w niektórych formach wyrazów. U Kochanowskiego można spotkać rymy: ubiory – cory, próła – zgoła, co świadczy o bliskości ó i o. Występuje także, choć rzadko, zrównanie ó z u przed r, np. gury – chmury. Podobne przykłady można zaobserwować u Reja. Zasadniczo w XVII i XVIII w. w drukach także nie ma rozróżnienia na o i ó (choć jest w słowniku Knapskiego).
Chwiejność pochylonego o dotyczyła zwłaszcza niektórych jego pozycji jak ta przed r. W tłumaczeniu utworu Jerozolima wyzwolona wykonanym przez Piotra Kochanowskiego (1618) obecne są rymy: mury – ktory – gory; dziurę – skorę – wzgorę. Natomiast odwrotnego typu rymy występują w Roksolankach (1629) czy późniejszych utworach Roczyzna i Żałoba Szymona Zimorowica: cora – Hektora, może – roże, zorze – podwórze. Sporadyczna oboczność o : ó (u) w różnych pojedynczych wyrazach i formach, a także przed spółgłoskami nosowymi oraz ł, l, r, rz zdarzała się w całej dobie nowopolskiej (od lat 80. XVIII w. do 1939), np. ón, dóm, kóń, Polakóm, istót, spółeczny.
Od początku XIX w. litera ó funkcjonuje w polskiej ortografii dzięki przywróceniu jej przez Kopczyńskiego. Józef Mroziński w 1824 pisze, że ó charakteryzuje się brzmieniem pośrednim między o i u, prawie nie różni się od u. Edward Sochański w Brzmienie głosek polskich i pisownia polska z 1861 stwierdza, że niektórzy wymawiają ó jak u, inni jak dźwięk pośredni między o i u. W każdym razie w XIX w. w języku literackim nastąpiło zrównanie ó z u. Jednak nawet współcześnie występują czasem wahania w niektórych wyrazach, np. żłobek – żłóbek, dzioba – dzióba.

## Samogłoski ścieśnione w gwarach i porównanie z odpowiednikami jasnymi
rozszerzenie artykulacji pochylonego a, tj. przejście å > a, np. ptak, trawa
     zwężenie artykulacji pochylonego a, tj. przejście å > ö, ë, np. ptëk, trëwa
     dyftongizacja pochylonego a, tj. przejście å > ou̯ i podobne, np. ptołk, trołwa
     zwężenie i cofnięcie artykulacji pochylonego a, tj. przejście å > o, np. ptok, trowa
     przynajmniej częściowe zachowanie pochylonego a, tj. å jako głoski między a a o, np. ptåk, tråwa
     rozszerzenie artykulacji pochylonego e, tj. przejście é > e, np. rzeka, śnieg
     przynajmniej częściowe zachowanie pochylonego e, tj. é jako głoski między e a i lub y, np. rzeyka, śniyeg
     zwężenie artykulacji pochylonego e bez względu na miękkość poprzedzającej spółgłoski, tj. przejście é > y, np. rzyka, śniyg
     zwężenie artykulacji pochylonego e zależnie od miękkości poprzedzającej spółgłoski, tj. przejście é > y, ´é > i, np. rzyka, śnig

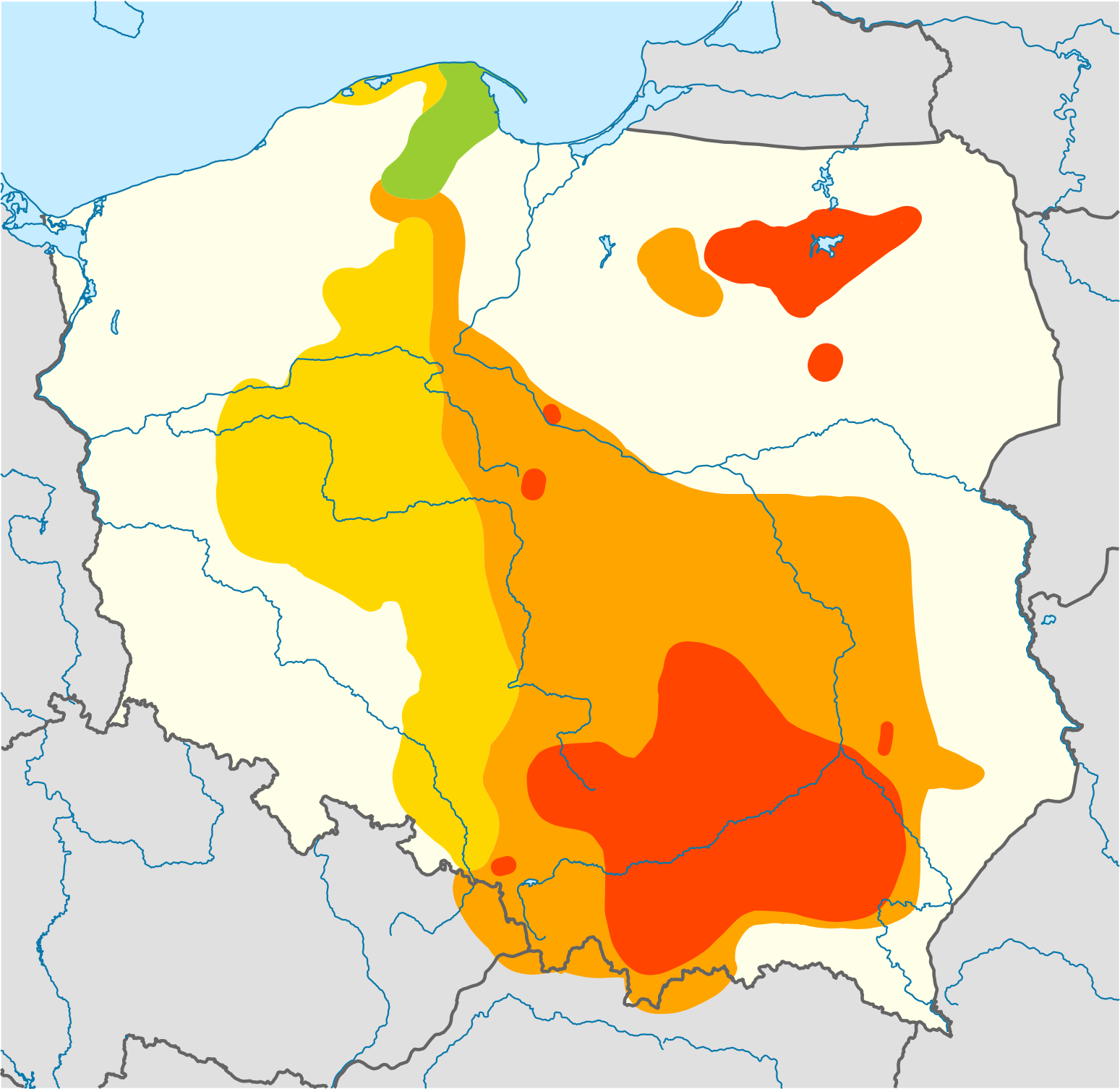
Rozmieszczenie kontynuantów pochylonego a w polskich gwarach
rozszerzenie artykulacji pochylonego a, tj. przejście å > a, np. ptak, trawa
zwężenie artykulacji pochylonego a, tj. przejście å > ö, ë, np. ptëk, trëwa
dyftongizacja pochylonego a, tj. przejście å > ou̯ i podobne, np. ptołk, trołwa
zwężenie i cofnięcie artykulacji pochylonego a, tj. przejście å > o, np. ptok, trowa
przynajmniej częściowe zachowanie pochylonego a, tj. å jako głoski między a a o, np. ptåk, tråwa

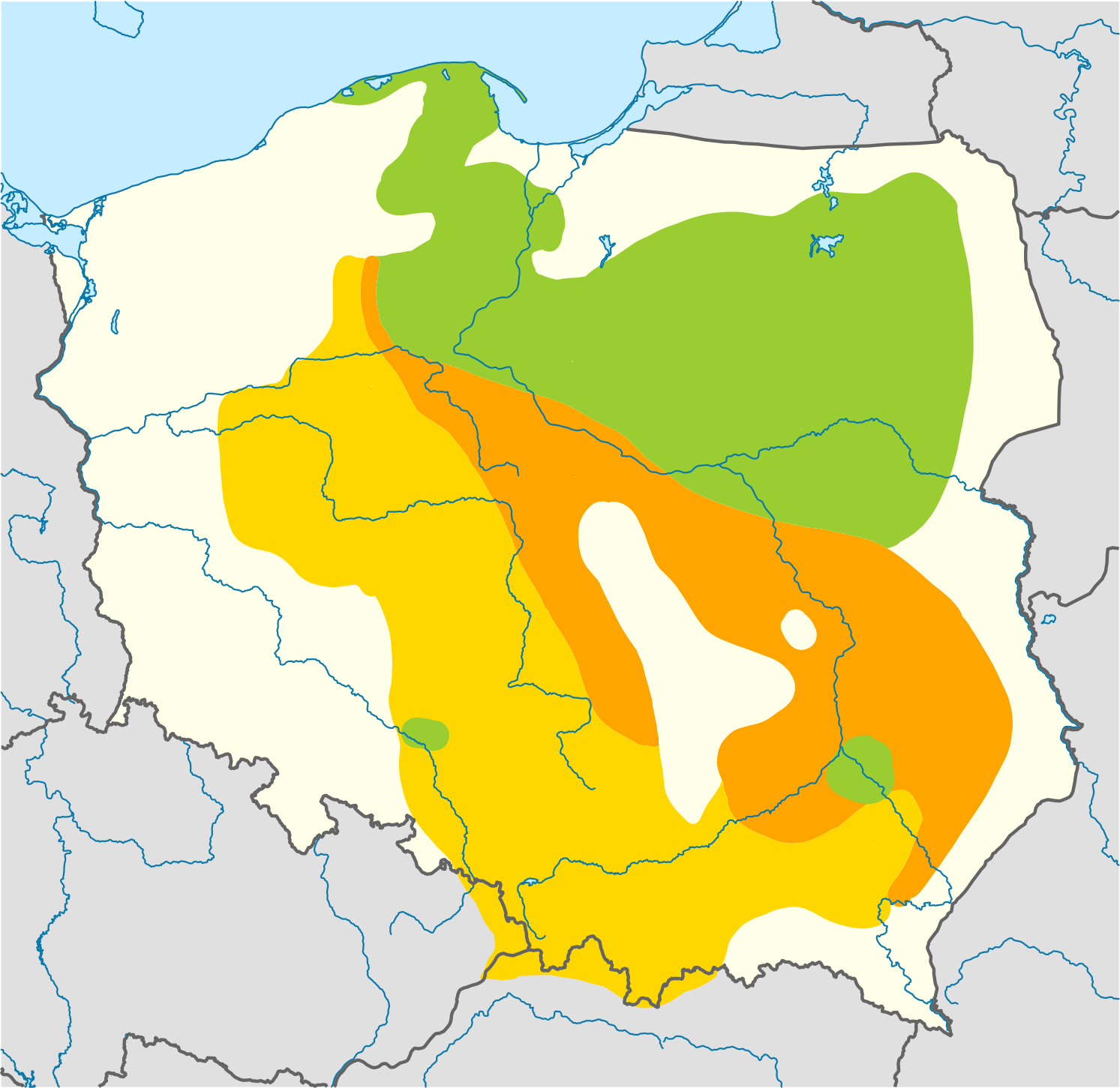
Rozmieszczenie kontynuantów pochylonego e w polskich gwarach
rozszerzenie artykulacji pochylonego e, tj. przejście é > e, np. rzeka, śnieg
przynajmniej częściowe zachowanie pochylonego e, tj. é jako głoski między e a i lub y, np. rze^{y}ka, śniy^{e}g
zwężenie artykulacji pochylonego e bez względu na miękkość poprzedzającej spółgłoski, tj. przejście é > y, np. rzyka, śniyg
zwężenie artykulacji pochylonego e zależnie od miękkości poprzedzającej spółgłoski, tj. przejście é > y, ´é > i, np. rzyka, śnig

W większości gwar języka polskiego można zaobserwować opozycję samogłoski pochylone – samogłoski jasne. Część jednak utraciła ją w związku ze zrównaniem z węższą samogłoską (ó zrównane z u, é z y) lub, rzadziej, z samogłoską szerszą, czyli dawną krótką (å z a, é z e – tak jak w polszczyźnie ogólnej).

### Pochylonea
A pochylonego i a jasnego nie rozróżnia się w gwarach na pograniczu ukraińskim i białoruskim (górny Wieprz, region nadbużański, Podlasie, Suwalszczyzna) oraz na północnym Mazowszu (okolice Łomży, Pułtuska, Mławy), w ziemi lubawskiej i na Kociewiu.
Dawne krótkie a brzmi w niemal całej Polsce jak a poza Mazowszem, gdzie realizuje się je jako å (tj. głoskę a zbliżoną do o). Krótkie a mogło być wymawiane jako e przed j w rozkaźnikowych formach, np. czytej, czekej (dialekt wielkopolski, śląski), bądź też jako å na Mazowszu i w Małopolsce, np. śpiywåj.
Dawne a pochylone realizowane jest w sposób bardzo zróżnicowany. Na zachód od linii tworzonej przez miasta Racibórz – Lubliniec – Wieluń – Konin – Bydgoszcz – Tuchola (lub Racibórz – Olesno – Kępno – Jarocin – Środa Wielkopolska – Gniezno – Bydgoszcz – Tuchola) wymawia się je jako dwugłoska (dyftong) zawierająca u niezgłoskotwórcze (które można zapisać jako u̯ lub ł). Najczęstszą jego postacią jest oł. Pierwszy element tego dyftongu może mieć jednak także inną barwę (np. å), a drugi (ł) może być wypowiadany z różną siłą, najsłabszą we wschodniej części tego obszaru. Może tu dojść do zatarcia różnicy między czyta a czytał. Wymowa jako å (samogłoska szerokootwarta, zaokrąglona, nieco zwężona) występuje w Małopolsce po Końskie, Nisko, Jasło, Nowy Targ, Będzin, Częstochowę. Podobny dźwięk spotykać można w części Warmii i Mazur. W Polsce południowej i środkowej a ścieśnione przeszło w o, które nigdy nie jest labializowane.

### Pochylonee
Dawne e krótkie prawie wszędzie wymawia się jako e, niezależnie czy pochodziło z prasłowiańskiego e, ě czy z wokalizacji jerów. W niektórych jednak został przeprowadzony przegłos, mimo że nie ma go w języku literackim (np. krzasło), w innych na odwrót (np. mietła, pierun).
E pochylone w gwarach może być wypowiadane na cztery sposoby:
- utrzymywać się jako osobna głoska różna od e oraz y, i, np. seyr lub syer, śnieyg lub śniyeg[28][29]. Taki sposób wymowy występuje na Mazowszu po linię Inowrocław – Sochaczew – Grójec – Garwolin – Radzyń Podlaski[30]
- brzmieć jak y bez względu na twardość lub miękkość poprzedzającej spółgłoski, np. syr, śniyg[29]. W taki sposób wymawia się dawne ścieśnione e w gwarach Śląska, Wielkopolski i Małopolski, tj. do okolic Złotowa, Mogilna, Konina, Sieradza, Radomska, Szekocina, Mielca, Tarnowa i Leżajska[30]
- występować jako i po spółgłoskach miękkich oraz y po spółgłoskach twardych. np. syr, śnig. W okresie bezpośrednio przed zanikiem e pochylonego w taki sposób wymawiano je w języku standardowym (dialekcie kulturalnym)[29]. W gwarach taka wymowa występuje na Kujawach, w środkowej części województwa łódzkiego, we wschodniej części województwa świętokrzyskiego i na Lubelszczyźnie[30]
- zlać się z e, podobnie jak e krótkie[29]. W taki sposób wymawia się je w gwarach wzdłuż osi Łowicz – Kielce – Miechów[30].

### Pochyloneo
Jasne o w większości gwar, a w przeciwieństwie do języka literackiego, jest labializowane, tzn. jest wymawiane z wargami bardziej wysuniętymi i zaokrąglonymi. W efekcie o jest poprzedzone przez u niezgłoskotwórcze (u̯, czyli ł określanym tu spółgłoską protetyczną), np. łowies, kłoza. Labializacja szczególnie silna jest na początku wyrazu (w nagłosie), mniej silna w śródgłosie, stąd wymowa łokło lub łoko, ewentualnie łokło lub łokło, ale normalnie nie istnieje okło. Nasilenie labializacji wewnątrz wyrazu zależy m.in. od tempa mowy, ilości o w wyrazie, sąsiedztwa głosek (silniejsze jest po spółgłosce wargowej i tylnojęzykowej niż po przednio- bądź środkowojęzykowych). Przy silnym natężeniu wyrazy takie jak płot i pot brzmią tak samo.
Labializacja nie występuje w gwarach północno-wschodnich i południowych, zwłaszcza w niekaszubskiej części Pomorza, na Mazowszu, niektórych górzystych terenów Małopolski i południowego Śląska.
W przypadku o pochylonego tylko w części gwar przeszło ono w u jak w języku standardowym. W taki sposób jest wymawiane m.in. na Kujawach, w ziemi chełmińskiej, na bliższym Mazowszu i miejscami w Małopolsce. W części gwar śląskich, wielkopolskich, małopolskich i mazowieckich o pochylone wymawia się jako głoska pośrednia między o a u (ȯ lub ů). W języku kaszubskim oraz w niektórych gwarach wielkopolskich i śląskich, tj. na zachód od linii Gdańsk – Tuchola – Żnin – Gniezno – Kalisz – Wieluń – Kluczbork – Brzeg przed artykulacją długiego o ma miejsce wysunięcie i zaokrąglenie warg, podobnie jak w przypadku o krótkiego w gwarach. W efekcie powstała wymowa jako dyftong łȯ, łů lub podobny.
Zakres występowania o pochylonego w gwarach nie pokrywa się całkowicie z tym występującym w języku literackim. Przykładowo na północnym Śląsku i w ziemi wieluńskiej można znaleźć formy ktory, gora; w Małopolsce – noska (nóżka), kłotka (kłódka), w Wielkopolsce ktȯ, szkȯlny.

## Samogłoski pochylone we współczesnych wydaniach poezji
W utworach poetyckich z przeszłości można znaleźć takie postaci wymawianiowe, które we współczesnym języku nie są znane lub występują bardzo rzadko. Mogą one jednak czasem mieć rozstrzygające znaczenie dla rymu i rytmu utworu. Problematyczna bywa kwestia, w jakiej mierze przy wygłaszaniu dzieła z takimi osobliwościami uwzględnić zasady współczesnej wymowy.
Jeszcze Kazimierz Nitsch w 1912 pisze, że choć é znika coraz bardziej z ówczesnej wymowy, to jednak poeta ma prawo obok nowego, jedynego poprawnego w szkolnictwie rymu typu: kobiecie – chcecie używać także rymu dawnego, z e pochylonym: kobiéta – świta. Argumentuje to uświęceniem go przez wielkich poetów, a także tym, że wymowa é wśród klas wykształconych jest mimo wszystko nadal dość częsta, przynajmniej w niektórych wyrazach.
We współczesnych wydaniach utworów literackich sprzed XX w. zwykle edytorzy uwspółcześniają zapis wyrazów i nie oznaczają dawnych spółgłosek ścieśnionych z wyjątkiem pozycji rymowej, gdzie uzasadnia się pierwotne istnienie rymu między wyrażeniami obecnie nierymującymi się.
W sytuacji, gdy w pozycji rymowej znajduje się samogłoska pochylona (lub każda inna postać wymawianiowa, która wyszła z użycia), nie należy psuć rymu i uwspółcześniać form, jeśli tylko nie jest ona rażąca dla dzisiejszego poczucia językowego. Innymi słowy, należy użyć dawnej wymowy, jeśli istnieje ona nadal choćby szczątkowo w potocznej mowie inteligencji. Przykładowo we współczesnym wydaniu Pana Tadeusza można znaleźć zarówno rymy typu rakiety – kobiety, jak i nie pyta – kobiéta (gdzie é zakłada wymowę przez i lub y).
| Pierwsze wydanie z 1834 r.                                                                      | Wydanie z 1921 r.                                                                               | Wydanie współczesne z 1999 r.                                                                   |
| ----------------------------------------------------------------------------------------------- | ----------------------------------------------------------------------------------------------- | ----------------------------------------------------------------------------------------------- |
| Nie chciał, bo wszędzie tęsknił i czuł się niezdrowym, Jeżeli nie oddychał powietrzem zamkowém. | Nie chciał, bo wszędzie tęsknił i czuł się niezdrowym, Jeżeli nie oddychał powietrzem zamkowém. | Nie chciał, bo wszędzie tęsknił i czuł się niezdrowym, Jeżeli nie oddychał powietrzem zamkowym. |
| Choć Sędzia z dokumentów przekonywał o tém, Że Architekt był majstrem z Wilna nie zaś Gotem.    | Choć Sędzia z dokumentów przekonywał o tem, Że architekt był majstrem z Wilna, nie zaś Gotem.   | Choć Sędzia z dokumentów przekonywał o tem, Że architekt był majstrem z Wilna, nie zaś Gotem.   |
| Również patrzyła ona, i cztery źrenice Gorzały przeciw sobie jak roratne świéce.                | Również patrzyła ona, i cztery źrenice Gorzały przeciw sobie jak roratne świéce.                | Również patrzyła ona i cztery źrenice Gorzały przeciw sobie jak roratne świéce. (wym. świce)    |

Jeżeli jednak dawna postać wymawianiowa razi zupełną obcością w przeciętnym potocznym języku inteligencji, to nie należy jej używać, stosując nienaturalną wymowę – trzeba poświęcić czystość lub ścisłość rymu.
Przykładowo w następujących wersach Pana Tadeusza nie należy naginać współczesnej wymowy, by utworzyć dokładny rym:

Dano trzecią potrawę. Wtem pan Podkomorzy,
Wlawszy kropelkę wina w szklankę panny Róży.

Tadeusz odpowiadał śmielej, szła rzecz daléj, (wym. dalij, nie: dali)
W pół godziny już byli z sobą poufali.